# Selección de voleibol de Polonia
La selección de voleibol de Polonia (en polaco Reprezentacja Polski mężczyzn w piłce siatkowej ) es el equipo masculino representativo de voleibol de Polonia en las competiciones internacionales organizadas por la Confederación Europea de Voleibol (CEV), la Federación Internacional de Voleibol (FIVB) o el Comité Olímpico Internacional (COI). Es una de las cuatro selecciones, junto a las de Brasil, Estados Unidos y Unión Soviética, que consiguió ganar título olímpico, mundial y continental.

## Historia
La selección de Polonia tuvo grandes éxitos en los años 70 y 80 cuando se opuso al dominio absoluto de la todopoderosa Unión Soviética, consiguiendo la medalla de oro en los Juegos Olímpicos de Montreal 1976 y en el Campeonato Mundial de 1974. Pero ante los soviéticos sufrió cinco derrotas consecutivas en finales de la Eurocopa entre 1975 y 1983.
La medalla de plata en la eurocopa de 1983 fue la última hasta el subcampeonato conseguido en el Campeonato Mundial de 2006.
También ha ganado el campeonato europeo en 2009 y la Liga Mundial en 2012, además de acabar tercera en 2011 y cuarta en 2015, volviendo a figurar así entre las mejores selecciones del mundo. El 21 de septiembre de 2014 se corona campeona del mundo 40 años después en la edición disputada como anfitriona, derrotando en la final a Brasil por 3-1. Pasados 4 años, se reeditaría esta final (mismas selecciones y mismo certamen), otra vez imponiéndose el seleccionado europeo por  3-0. De esta forma Polonia logra su tercer Campeonato Mundial de Voleibol

## Historial
| \| - Tokío 1964: No clasificada - México 1968: 5.º - Múnich 1972: 9.º - Montreal 1976: Oro \| - Moscú 1980: 4.º - Los Ángeles 1984: No clasificada - Seúl 1988: No clasificada - Barcelona 1992: No clasificada \| - Atlanta 1996: 11.º - Sídney 2000: No clasificada - Atenas 2004: 5.º - Pekín 2008: 5.º \| - Londres 2012: 5.º - Río de Janeiro 2016: 5.º - Tokio 2021: 5.º - París 2024: Plata \| | |                                                                                         |                                                                                      |
| - Tokío 1964: No clasificada - México 1968: 5.º - Múnich 1972: 9.º - Montreal 1976: Oro | - Moscú 1980: 4.º - Los Ángeles 1984: No clasificada - Seúl 1988: No clasificada - Barcelona 1992: No clasificada | - Atlanta 1996: 11.º - Sídney 2000: No clasificada - Atenas 2004: 5.º - Pekín 2008: 5.º | - Londres 2012: 5.º - Río de Janeiro 2016: 5.º - Tokio 2021: 5.º - París 2024: Plata |

| \| - 1949: 4.º - 1952: 7.º - 1956: 4.º - 1960: 4.º - 1962: 6.º \| - 1966: 6.º - 1970: 5.º - 1974: Campeón - 1978: 8.º - 1982: 6.º \| - 1986: 9.º - 1990: No clasificada’' - 1994: No clasificada’' - 1998: 17.º - 2002: 9.º \| - 2006: 2.º - 2010: 12.º - 2014: Campeón - / 2018: Campeón - / 2022: 2.º \| |                                                                 |                                                                                        |                                                                          |
| - 1949: 4.º - 1952: 7.º - 1956: 4.º - 1960: 4.º - 1962: 6.º | - 1966: 6.º - 1970: 5.º - 1974: Campeón - 1978: 8.º - 1982: 6.º | - 1986: 9.º - 1990: No clasificada’' - 1994: No clasificada’' - 1998: 17.º - 2002: 9.º | - 2006: 2.º - 2010: 12.º - 2014: Campeón - / 2018: Campeón - / 2022: 2.º |

| \| - 1990: No clasificada - 1991: No clasificada - 1992: No clasificada - 1993: No clasificada - 1994: No clasificada - 1995: No clasificada - 1996: No clasificada \| - 1997: No clasificada - 1998: 10.º - 1999: 8.º - 2000: 8.º - 2001: 7.º - 2002: 5.º - 2003: 9.º \| - 2004: 7.º - 2005: 4.º - 2006: 7.º - 2007: 4.º - 2008: 5.º - 2009: 9.º - 2010: 10.º \| - 2011: 3.º - 2012: Campeón - 2013: 11.º - 2014: 8.º - 2015: 4.º - 2016: 5.º - 2017: 8.º \| |                                                                                                 |                                                                                      |                                                                                          |
| - 1990: No clasificada - 1991: No clasificada - 1992: No clasificada - 1993: No clasificada - 1994: No clasificada - 1995: No clasificada - 1996: No clasificada | - 1997: No clasificada - 1998: 10.º - 1999: 8.º - 2000: 8.º - 2001: 7.º - 2002: 5.º - 2003: 9.º | - 2004: 7.º - 2005: 4.º - 2006: 7.º - 2007: 4.º - 2008: 5.º - 2009: 9.º - 2010: 10.º | - 2011: 3.º - 2012: Campeón - 2013: 11.º - 2014: 8.º - 2015: 4.º - 2016: 5.º - 2017: 8.º |

| \| - 1948: No clasificada - 1950: 8.º - 1951: No clasificada - 1955: 6.º - 1958: 6.º - 1963: 6.º - 1967: 3.º - 1971: 6.º \| - 1975: 2.º - 1977: 2.º - 1979: 2.º - 1981: 2.º - 1983: 2.º - 1985: 4.º - 1987: No clasificada - 1989: 7.º \| - 1991: 7.º - 1993: 7.º - 1995: 6.º - 1997: No clasificada - 1999: No clasificada - 2001: 5.º - 2003: 5.º - / 2005: 5.º \| - 2007: 11.º - 2009: Campeón - / 2011: 3.º - / 2013: 9.º - / 2015: 5.º - 2017: 10.º - / 2019: 3.º - / 2021: 3.º \| | | | |
| - 1948: No clasificada - 1950: 8.º - 1951: No clasificada - 1955: 6.º - 1958: 6.º - 1963: 6.º - 1967: 3.º - 1971: 6.º | - 1975: 2.º - 1977: 2.º - 1979: 2.º - 1981: 2.º - 1983: 2.º - 1985: 4.º - 1987: No clasificada - 1989: 7.º | - 1991: 7.º - 1993: 7.º - 1995: 6.º - 1997: No clasificada - 1999: No clasificada - 2001: 5.º - 2003: 5.º - / 2005: 5.º | - 2007: 11.º - 2009: Campeón - / 2011: 3.º - / 2013: 9.º - / 2015: 5.º - 2017: 10.º - / 2019: 3.º - / 2021: 3.º |

| Liga de Naciones                                                                                      |
| --- |
| \| - 2018: 5.º - 2019: 3.º - 2020: No diputada por la pandemia de COVID-19 - 2021: 2.º - 2022: 3.º \| |
| - 2018: 5.º - 2019: 3.º - 2020: No diputada por la pandemia de COVID-19 - 2021: 2.º - 2022: 3.º       |

| \| - 1965: 2.º - 1969: 8.º - 1977: 4.º - 1981: 4.º \| - 1985: No clasificada - 1989: No clasificada - 1991: No clasificada - 1995: No clasificada \| - 1999: No clasificada - 2003: No clasificada - 2007: No clasificada - 2011: 2.º \| - 2015: 3.º - 2019: 2.º \| |                                                                                             |                                                                                  |                         |
| - 1965: 2.º - 1969: 8.º - 1977: 4.º - 1981: 4.º | - 1985: No clasificada - 1989: No clasificada - 1991: No clasificada - 1995: No clasificada | - 1999: No clasificada - 2003: No clasificada - 2007: No clasificada - 2011: 2.º | - 2015: 3.º - 2019: 2.º |

## Medallero
Actualizado después del Campeonato Mundial de Voleibol Masculino 2018
| Competición        | Oro | Plata | Bronce | Total |
| ------------------ | --- | ----- | ------ | ----- |
| Juegos Olímpicos   | 1   | 0     | 0      | 1     |
| Campeonato Mundial | 3   | 1     | 0      | 4     |
| Campeonato Europeo | 1   | 5     | 2      | 8     |
| Liga Mundial       | 1   | 0     | 1      | 2     |
| Copa Mundial       | 0   | 2     | 1      | 3     |
| Total              | 6   | 8     | 4      | 18    |